# قاعة الاحتفالات الكبرى

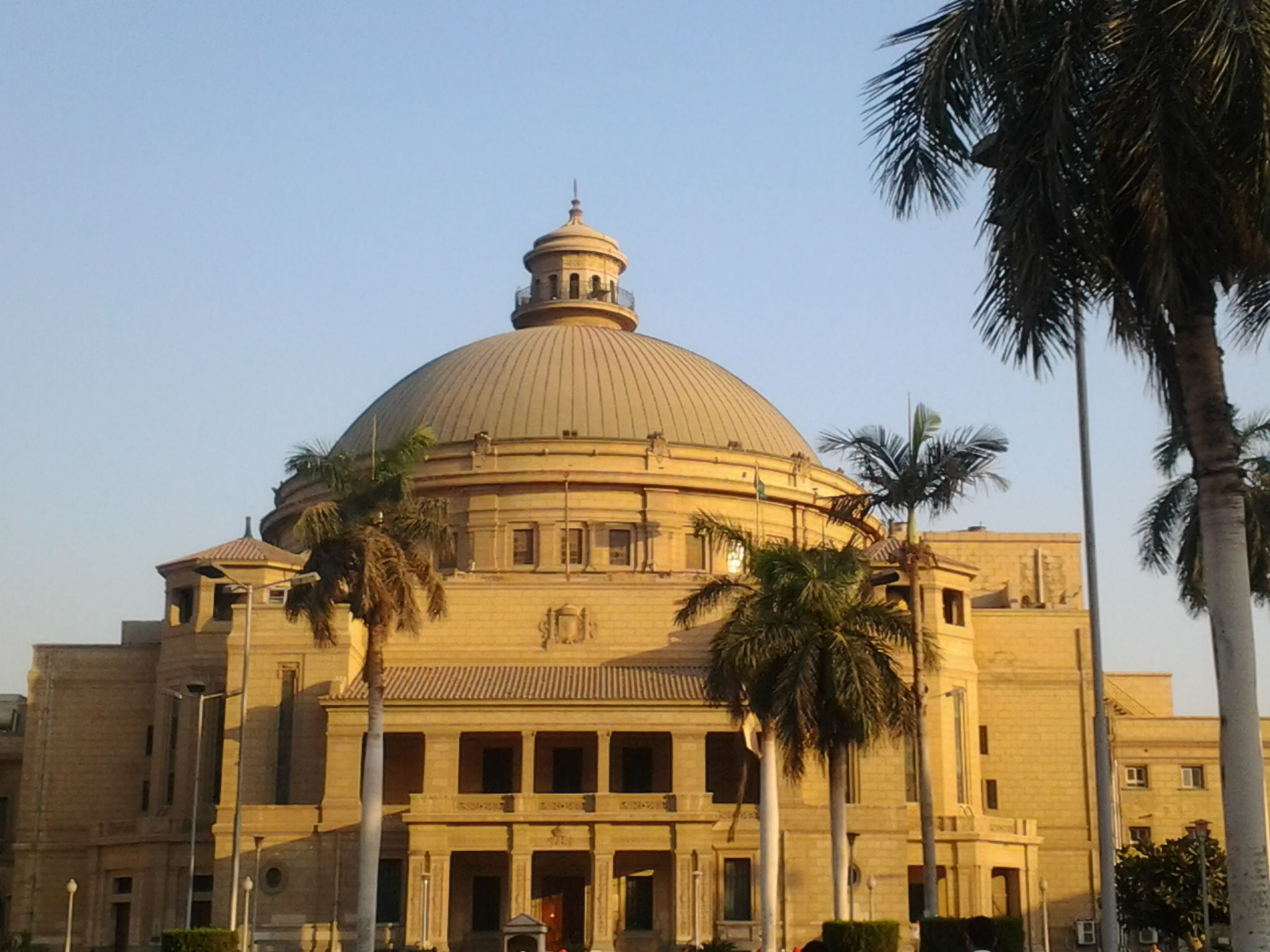
قاعدة الاحتفالات الكبري بجامعة القاهرة

قاعة الاحتفالات الكبرى ويطلق عليها أيضا قبة جامعة القاهرة أو مبني القبة هي قاعة احتفالات رئيسية في جامعة القاهرة، مصر. تأسست عام 1935 وهي أحد الأبنية المعمارية ذات الطراز الفريد والشهيرة أيضا. مصمم علي لطراز الغربي على شكل قبة ضخمة جدا يكسوها اللون الأخضر من الخارج، وتقع عند المدخل الرئيسي للجامعة بجوار مبني إدارة الجامعة والساعة 

## الافتتاح والطابع المعماري
افتتحت هذه القاعة عام 1935 وهي تقع على مساحة 3160 م2 تعلوها قبة على شكل نصف كرة ارتفاعها 52 م تتميز بها جامعة القاهرة كرمز للجامعة، وتنتهى هذه القبة بمجموعة من النوافذ في جميع الاتجاهات لتمد القاعة بالضوء الطبيعى.
وعند المدخل الرئيسى للقاعة –البهو- نجد جدرانه تتميز بنفس الطابع المعمارى للقاعة نفسها، حيث تعقد فيه الندوات الثقافية، والمعارض الفنية للموسم الثقافى والفني للجامعة، وتضم القاعة الصالة الرئيسية، والدور الأول، والدور الثاني، وتتسع لحوالى أربعة آلاف متفرج، وتحتوي الصالة الرئيسية على غرفة للإذاعة وغرفة للترجمة مجهزة للترجمة الفورية، ويمكن الترجمة فيها إلى سبع لغات أجنبية في وقت واحد. 

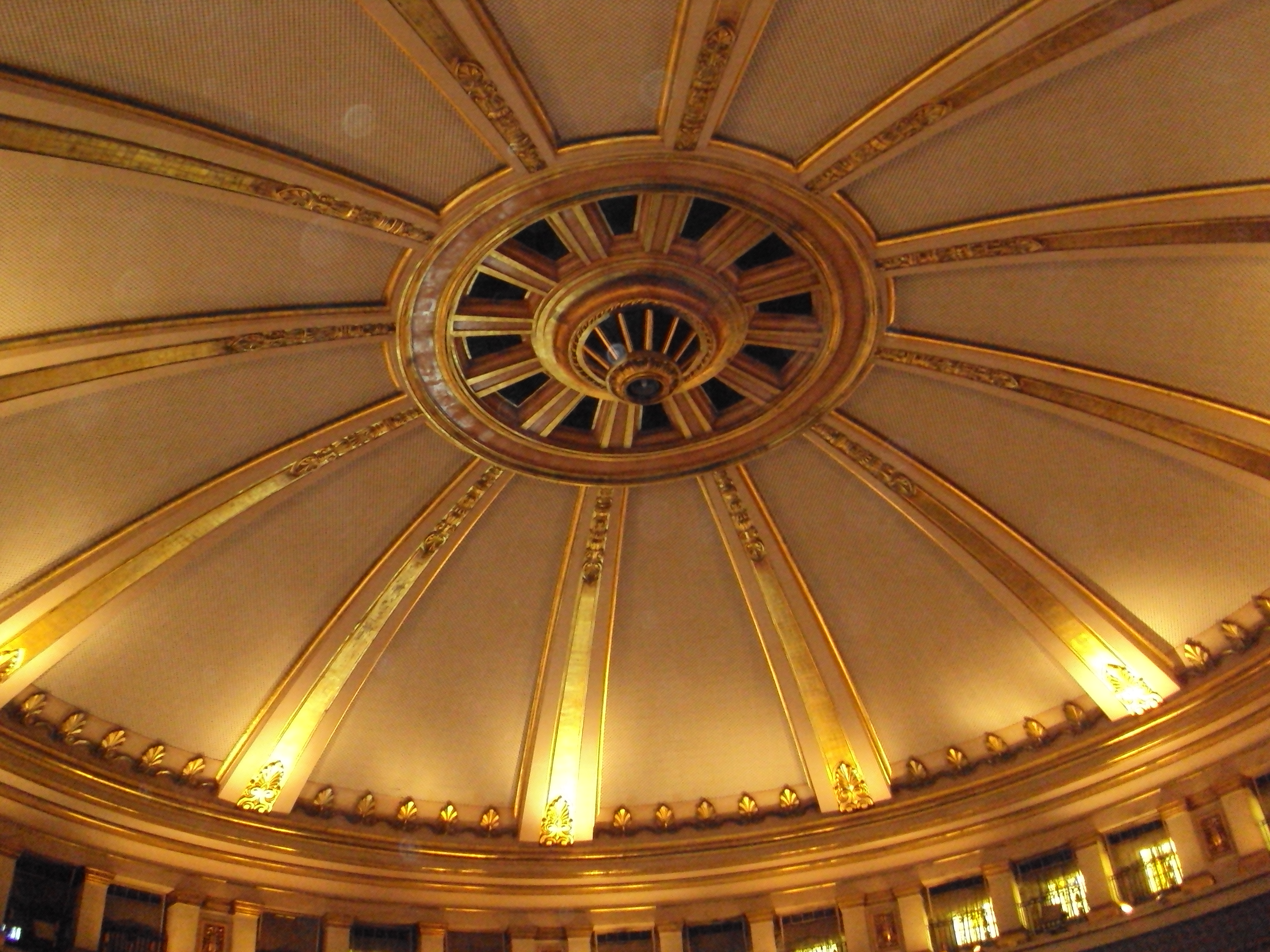
صورة للقبة العلوية من الداخل قاعدة الاحتفالات الكبرى

وبالنظر لمساحة القاعة نجد الصالة الرئيسية بها تتسع لعدد (1099) متفرجا منها 148 مقعدا مزودا بجهاز للترجمة الفورية في الصفوف الأولى، ويتسع الدور الأول لعدد (1269) متفرجا والدور الثاني لعدد (1264) مقعدا، وقد تم في العقد الأخير تجديد القاعة وفرشها «بالموكيت» وتجهيزها بأحدث أجهزة الإضاءة والتكييف المركزى.
وروعى في أعمال التجديد الاحتفاظ بالطابع الهندسي المتميز للقاعة والتصميم المعمارى، ويعلو القاعة شعار الجامعة وزخارف على الجوانب مطلية بالذهب وتضم القاعة مسرحا كبيرا مساحته 20 × 20م2 وهو مجهز بكشافات الإضاءة اللازمة ويتسع للفرق الفنية والاستعراضية التي تقدم عروضها في الحفلات والمناسبات الوطنية والموسم الثقافى الفنى للجامعة. ويوجد تحت المسرح صالة للأوركسترا، كما يوجد بالصالة الرئيسية بنواران في اليمين ومثلهما في اليسار روعى في تصميمها الدقة ووضوح الرؤية.
وملحق بالقاعة أيضا مقصورة معدة ومجهزة لاستقبال السيد رئيس الجمهورية تشمل بها صالون مجهز، ومقعد خاص للسيد الرئيس وطاقم كامل وتوجد على الحوائط ديكورات مغطاة بالورق المذهب. 
ويوجد أيضا قاعة بها صالون آخر معد لاستقبال السادة الوزراء، ويعلو القاعة شعار الجامعة وهو يمثل صورة جيحوتى، أو (توت) وكان قدماء المصريين يعتبرونه إله المعرفة والحكمة والقانون – وقم صمم على هيئة رجل برأس طائر يمسك بيده قلما ولوحة ويتأهب للكتابة وعلى رأسه رمز لوحدة النيل في الدولة القديمة.

## أهم الأحداث التي شهدتها
شهدت قاعة الاحتفالات بجامعة القاهرة العديد من الأحداث السياسية والفنية المهمة في تاريخ مصر الحديث، فقد كان الرئيس الراحل جمال عبد الناصر يلقى فيها خطابا سياسيا سنويا بمناسبة «عيد العلم» الذي ما زالت مصر تحتفل به كل عام في 21 ديسمبر وهو تاريخ افتتاح جامعة القاهرة عام 1908، وذهب إليها الرئيس أنور السادات مرتين وزارها الرئيس السابق مبارك خلال احتفالات الجامعة بعيدها الماسي.
كما شهدت قاعة الاحتفالات الكبرى العديد من الأحداث الفنية أبرزها «لقاء السحاب» الذي جمع لأول مرة صوت أم كلثوم مع ألحان عبد الوهاب من خلال أغنية «أنت عمرى» التي شدت بها كوكب الشرق عام 1964 داخل هذه القاعة. 

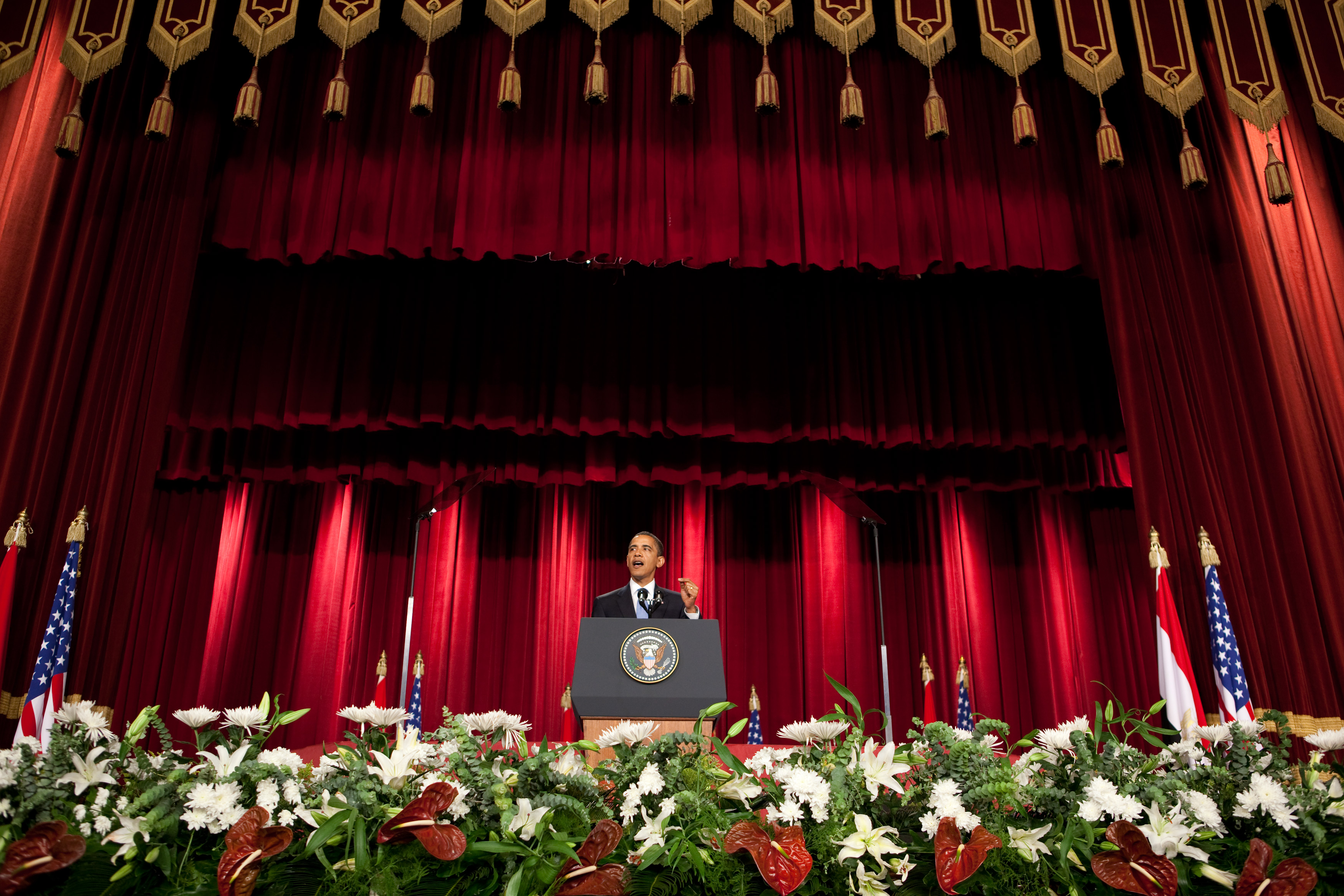
صورة لخطاب الرئيس الأمريكي باراك أوباما في القاعة عام 2009

ومن الأحداث السياسية المهمة إلقاء الرئيس الفرنسي الأسبق جاك شيراك محاضرة له فيها علي هامش افتتاح مستشفي قصر العيني الفرنساوي.
واختتمت الزيارات بالرئيس باراك أوباما في يونيو عام 2009، ليقع اختياره على جامعة القاهرة ليبعث من خلالها رسالة للمسلمين والعالم العربي لمواجهة التطرف، ونشر السلام في العالم.
وفي 30 يونيو 2012، قام المجلس العسكري بتسليم السلطة إلى الرئيس محمد مرسي في قاعة الاحتفالات الكبرى بجامعة القاهرة.

### احتفالات منح الدكتوراه الفخرية
شهدت هذه القاعة منح الدكتوراه الفخرية للعديد من الشخصيات العالمية مثل:
- كان أولهم الملك فاروق الأول في 1939
- د.محمد مصدق رئيس وزراء إيران في 1951
- كوامي نكروما رئيس جمهورية غانا في 1957
- الأمير نوردوم سيهانوك في 1959
- الرئيس الفريق إبراهيم عبود رئيس السودان في 1959
- الملك محمد الخامس ملك المغرب في 1960
- محمد ظاهر شاه ملك أفغانستان في 1960
- د.ذاكر حسين نائب رئيس جمهورية الهند
- الرئيس بورقيبة رئيس تونس في 1965
- ملك المغرب الحسن الثاني في 1965
- الرئيس شارل حلو رئيس لبنان في 1965
- الرئيس إدوارد أوخاب رئيس مجلس الدولة لبولندا في 1965
- الرئيس معلمو جوليوس نيريري رئيس تنزانيا في 1967
- الرئيس الفرنسي فاليري جسكار ديستان في 1975
- الرئيس جعفر النميري الرئيس الأسبق للسودان في 1982
- الرئيس عبده ضيوف للسنغال في 1985
- الأديب المصري العالمي نجيب محفوظ في 1989
- الزعيم الأمريكي جيسي جاكسون في 1989
- المناضل الإفريقي نيلسون مانديلا رئيس جنوب إفريقيا في 1990.